# Wesley Person Jr.
Wesley Lavon Person Jr. (Brantley, Alabama, 1 de agosto de 1995) es un baloncestista estadounidense que pertenece a la plantilla del Korihait de la Korisliiga, el primer nivel del baloncesto finlandés. Con 1,91 metros de estatura, juega en la posición de escolta. Es hijo del que fuera profesional durante once temporadas en la NBA, Wesley Person y sobrino de Chuck Person.

## Trayectoria deportiva

### Universidad
Jugó durante cuatro temporadas con los Trojans de la Universidad de Troy, en las que promedió 15,9 puntos, 2,9 rebotes y 1,5 asistencias por partido. En su primera temporada fue elegido novato del año de la Sun Belt Conference, y a lo largo de las cuatro que jugó fue incluido en todas ellas en mejores quintetos de la conferencia, en el segundo en 2016 y en el tercero las otras tres.

### Profesional
Tras no ser elegido en el Draft de la NBA de 2018, en el mes de julio firmó su primer contrato profesional con los Roseto Sharks de la Serie A2, el segundo nivel del baloncesto italiano. En su primera temporada promedió 17,0 puntos y 2,4 rebotes por partido.
El 20 de febrero de 2020 fichó por el BC Körmend de la NB I/A, el primer nivel del baloncesto húngaro.
El 8 de septiembre de 2021, los Newcastle Eagles anunciaron que habían fichado a Person para reemplazar a Matt Scott, quien sufrió una lesión que podría poner fin a la temporada.
El 26 de agosto de 2022 fichó por el SZTE-Szedeák, regresando así a la NB I/A húngara.
El 21 de agosto de 2023 fichó por el Korihait de la Korisliiga, el primer nivel del baloncesto finlandés.